# Хобарт (Индијана)
Хобарт (енгл. Hobart) град је у америчкој савезној држави Индијана.

## Демографија
По попису из 2010. године број становника је 29.059, што је 3.696 (14,6%) становника више него 2000. године.
| Група             | 2000.          | 2010.          |
| Белци             | 22.561 (89,0%) | 22.338 (76,9%) |
| Афроамериканци    | 353 (1,4%)     | 2.025 (7,0%)   |
| Азијати           | 136 (0,5%)     | 298 (1,0%)     |
| Хиспаноамериканци | 2.042 (8,1%)   | 4.026 (13,9%)  |
| Укупно            | 25.363         | 29.059         |